# Pycreus dwarkensis
Pycreus dwarkensis là loài thực vật có hoa trong họ Cói. Loài này được (K.C.Sahni & H.B.Naithani) S.S.Hooper miêu tả khoa học đầu tiên năm 1985.